# Zdzisław Wincenty Przyjałkowski
Zdzisław Wincenty Przyjałkowski, poljski general, * 6. oktober 1892, † 12. april 1971.